# بیمارستان شهری بلفاست
بیمارستان شهری بلفاست (به انگلیسی: Belfast City Hospital) بیمارستانی در شهر بلفاست کشور بریتانیا است که در سال ۱۸۴۱ میلادی ساخته شده و دارای ۹۰۰ تخت است.